# Jubileo de 2025
El Jubileo de 2025 es un jubileo ordinario de la Iglesia católica que se celebra en el año 2025. Fue anunciado por Juan Pablo II al finalizar el Jubileo de 2000. Este jubileo fue precedido por el Jubileo extraordinario de la Misericordia de 2015-2016.
Este Jubileo es también conocido como Jubileo de la Esperanza. Y el eslogan es: Peregrinos de la Esperanza.

## Preparación
El 26 de diciembre de 2021, el papa Francisco, confió la organización al Pontificio Consejo para la Promoción de la Nueva Evangelización, para que hagan los preparativos para el Jubileo, ya que lo consideró de carácter fundamental para el fortalecimiento de la religión católica.
El 3 de enero de 2022 en una reunión celebrada en Roma, se determinó que el lema del evento se llame "Peregrinos de la Esperanza". El 22 de febrero, se dio a conocer que el Pontificio Consejo para la Promoción de la Nueva Evangelización, convocó un concurso para diseñar el logotipo oficial del Jubileo 2025. El Pontificio Consejo elegirá uno que consiga comunicar este mensaje. Este estuvo abierto hasta el 20 de mayo del mismo año. Para finales de junio de 2022, se presentó el logotipo oficial.

El año 2023 estuvo dedicado al estudio de las cuatro constituciones del Concilio Ecuménico Vaticano II con el fin de profundizar, estudiar y descubrir, en su sexagésimo aniversario, lo que fue y es este Concilio. Para ello el Dicasterio para la Evangelización publicó Cuadernos del Concilio.

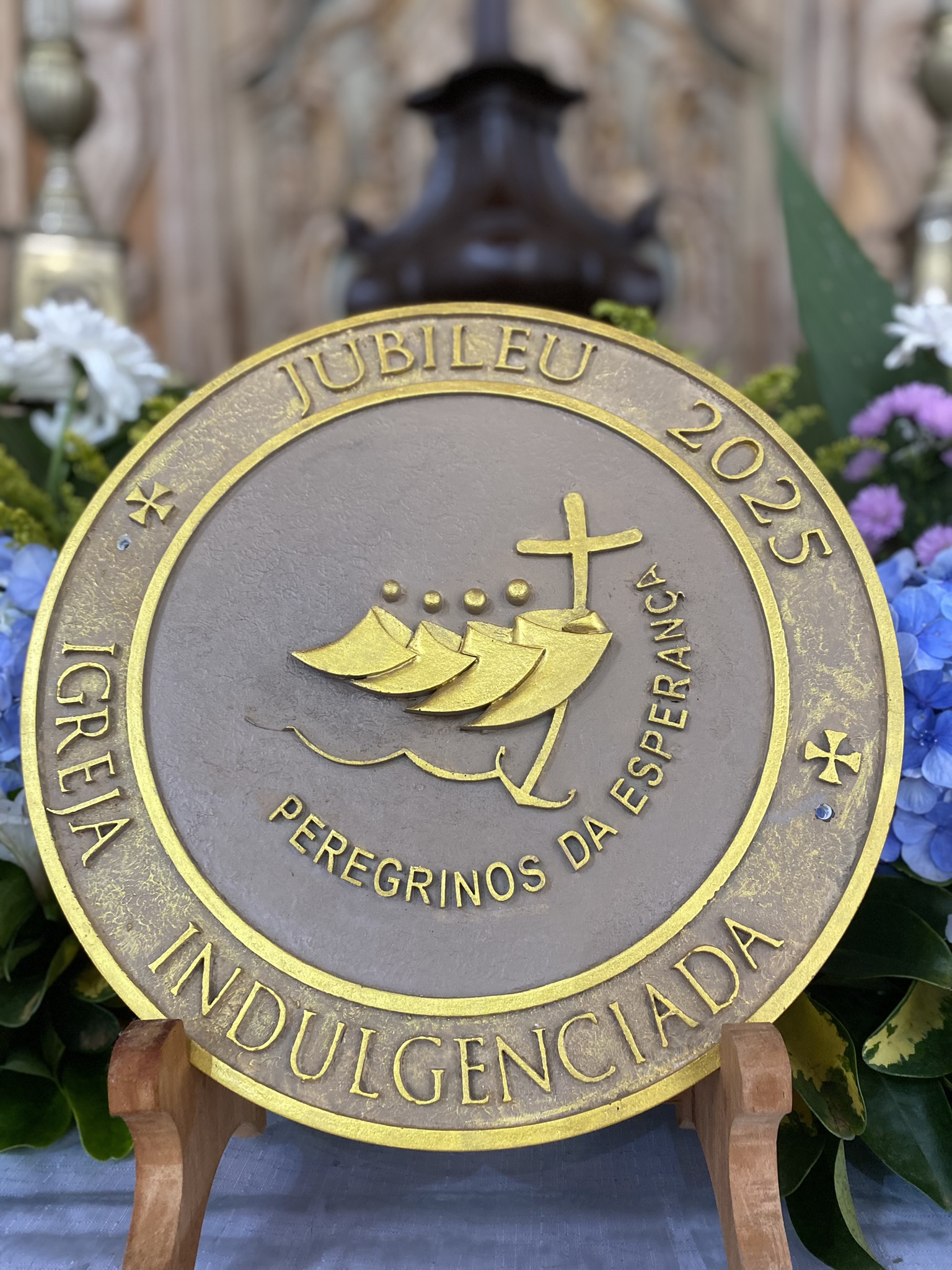
Logo del Jubileo de 2025.

Por otro lado, el papa Francisco estableció que 2024 fuese el Año de la oración para recuperar el deseo de estar en la presencia del Señor, de escucharlo y adorarlo. Para ello, nuevamente el Dicasterio para la Evangelización preparó una serie de ocho volúmenes titulada Apuntes sobre la oración y otros subsidios.
La bula de convocación Spes non confundit (en español, La esperanza no defrauda) fue publicada el 9 de mayo de 2024, coincidiendo con la solemnidad de la Ascensión del Señor. En ella establece las fechas de apertura y cierre de las puertas santas de las cuatro basílicas papales de Roma, así como las celebraciones de inicio y clausura del Jubileo en las iglesias particulares. También invita a buscar los signos de esperanza: la paz, la apertura a la vida, los presos, los enfermos, los jóvenes, los migrantes, los ancianos y los pobres. Por otro lado, invita a que las naciones más ricas condonen las deudas de los países que nunca podrán saldarlas.
En este tiempo de celebración del Jubileo, se pueden ganar indulgencias plenarias y transitorias, las indulgencias son una manifestación concreta de la misericordia de Dios. 

### Logo, himno y oración
El logo representa a cuatro personas con "capa de peregrinos" siguiendo la Cruz. Representan a toda la humanidad llegando desde los cuatro puntos cardinales. Las figuras se abrazan para representar la fraternidad de toda la humanidad. La Cruz está sostenida por la primera persona y representa el aferrarse a la esperanza y a la fe. Las personas están sobre unas olas que representan que el peregrinaje de la vida no siempre es tranquilo. El grupo de peregrinos también representa que la peregrinación que es la vida es comunitaria.